# Aral Karakum
Aral Karakum este un deșert din Kazahstan, situat la nord-est de Marea Aral. Se învecinează cu râul Sîrdaria la sud. Deșertul Aral Karakum are o suprafață de 40.000 km².